# Mouly Surya
Mouly Surya, właśc. Nursita Mouly Surya (ur. 10 września 1980 w Dżakarcie) – indonezyjska reżyserka, scenarzystka i producentka filmowa.

## Życiorys
Urodziła się 10 września 1980 w Dżakarcie. Uzyskała bakalaureat (Media and Literature) na Swinburne University w Australii. Dalszą edukację odbyła na uczelni Bond University, gdzie otrzymała magisterium (Film and Television).
Debiutowała w 2008 roku filmem Fiksi.
Jej film Marlina Si Pembunuh dalam Empat Babak (2017) zdobył dziesięć nagród Citra.

## Filmografia
| Rok  | Film                                             |
| ---- | ------------------------------------------------ |
| 2008 | Fiksi.                                           |
| 2013 | Yang Tidak Dibicarakan Ketika Membicarakan Cinta |
| 2017 | Marlina Si Pembunuh dalam Empat Babak            |
| 2021 | Perang Kota                                      |